# Lupionópolis
Lupionópolis ist ein brasilianisches Munizip im Bundesstaat Paraná. Es hat 4.813 Einwohner (2022), die sich Lupionopolenser nennen. Seine Fläche beträgt 121 km². Es liegt 444 Meter über dem Meeresspiegel. Die Gemeinde ist Teil der Metropolregion Londrina.

## Etymologie
Der Name wurde zu Ehren von Moysés Lupion gewählt, dem Gouverneur von Paraná zum Zeitpunkt der Gründung des Munizips.

## Geschichte
Das Immobilienunternehmen Aniz Abud & Cia. Ltda. beantragte und erhielt von der Regierung des Bundesstaates Paraná die Konzession für Flächen in der Region, in der sich heute die Stadt Lupionópolis befindet. Sie ließ nach der Vermessung und Abmarkung der Grundstücke etwa 30 % der Häuser des Dorfes auf eigene Kosten errichten. Sie verkaufte sie an Interessenten, die sich im Ort ansiedeln wollten, womit die Gründung der Stadt Lupionópolis begann. Der Verkauf von Grundstücken nahm sowohl in der Stadt als auch auf dem Land zu. Die Bevölkerung von Lupionópolis wuchs schnell. Die Bewohner der neuen Siedlung widmeten sich der Landwirtschaft und fanden vor allem im Kaffeeanbau ihren wichtigsten Fortschritts- und Wohlstandsfaktor, so dass die Siedlung in kurzer Zeit direkt zum Munizip erhoben wurde.
Der Beginn der Besiedlung wurde durch den massenhaften Zuzug von Familien aus verschiedenen Städten und Regionen des Bundesstaates São Paulo begünstigt. Sie wurden vom Kaffeeboom angezogen, der im Norden von Paraná herrschte. Neben der Ankunft der Paulisten kamen auch viele Nordestinos nach Lupionópolis. Die Bevölkerung setzte sich zunehmend aus Menschen italienischer, spanischer, portugiesischer, libanesischer und japanischer Herkunft zusammen.
Lupionópolis wurde durch das Staatsgesetz Nr. 790 vom 14. November 1951 in den Rang eines Munizips erhoben und am 14. Dezember 1952 als Munizip installiert.

## Geografie

### Fläche und Lage
Lupionópolis liegt auf dem Terceiro Planalto Paranaense (der Dritten oder Guarapuava-Hochebene von Paraná) auf 22° 45′ 18″ südlicher Breite und 51° 39′ 25″ westlicher Länge. Es hat eine Fläche von 121 km². Es liegt auf einer Höhe von 444 Metern.

### Vegetation
Das Biom von Lupionópolis ist Mata Atlântica.

### Klima
In Lupionópolis herrscht tropisches Klima. Die meiste Zeit im Jahr ist mit starken Niederschlägen zu rechnen. Die kurze Trockenzeit hat wenig Einfluss auf das feuchte Klima über das gesamte Jahr hinweg. Die Klimaklassifikation nach Köppen und Geiger lautet Am. Es herrscht im Jahresdurchschnitt eine Temperatur von 22,8 °C. Innerhalb eines Jahres gibt es 1325 mm Niederschlag.

### Gewässer
Der Paranapanema bildet die nördliche Grenze des Munizips. Zu ihm fließt der Ribeirão das Antas, der im Nordwesten des Munizips die Grenze zu Cafeara und zu Santo Inácio bildet.

### Straßen
Lupionópolis ist über die PR-340 mit Santo Inácio im Westen und Jaguapitã im Süden verbunden. 

### Nachbarmunizipien
|              | Pirapozinho                                 |                   |
| Santo Inácio | Kompassrose, die auf Nachbargemeinden zeigt | Centenário do Sul |
|              | Cafeara                                     |                   |

## Stadtverwaltung
Bürgermeister:Antônio Peloso Filho, PSL (2021–2024)

## Demografie

### Bevölkerungsentwicklung
| Jahr | Einwohner | Stadt | Land |
| ---- | --------- | ----- | ---- |
| 1960 |           |       |      |
| 1970 | 5.898     | 44 %  | 56 % |
| 1980 | 5.146     | 61 %  | 39 % |
| 1991 | 4.459     | 82 %  | 18 % |
| 2000 | 4.323     | 82 %  | 18 % |
| 2010 | 4.592     | 89 %  | 11 % |
| 2022 | 4.813     |       |      |

Quelle: IBGE (2011) und Volkszählung 2022

### Ethnische Zusammensetzung
| Gruppe *    | 1991    | 2000    | 2010    | |
| ----------- | ------- | ------- | ------- | --- |
| Weiße       | 60,1 %  | 55,2 %  | 54,6 %  | wer sich als weiß erklärt                                                                                     |
| Schwarze    | 1,9 %   | 1,6 %   | 2,6 %   | wer sich als schwarz erklärt                                                                                  |
| Gelbe       | 1,3 %   | 0,8 %   | 0,6 %   | Personen fernöstlicher Herkunft wie japanisch, chinesisch, koreanisch etc.                                    |
| Braune      | 36,7 %  | 42,1 %  | 42,2 %  | wer sich als braun erklärt oder wer sich mit einer Mischung von zwei oder mehr der fünf Gruppen identifiziert |
| Indigene    | 0,0 %   | 0,0 %   | 0,0 %   | wer sich als Ureinwohner oder Indio erklärt                                                                   |
| ohne Angabe | 0,0 %   | 0,2 %   | 0,0 %   | |
| Gesamt      | 100,0 % | 100,0 % | 100,0 % | |

*) Das IBGE verwendet für Volkszählungen seit 1991 ausschließlich diese fünf Gruppen. Die Gruppenzugehörigkeit wird bei der Befragung vom Einwohner selbst festgelegt. Das IBGE verzichtet bewusst auf Erläuterungen.
Quelle: IBGE (Stand: 1991, 2000 und 2010)

## Feste
Im Laufe des Jahres finden in der Stadt einige Veranstaltungen statt, wie die Festa do Padroeiro (Christkönigsfest), die Festa de Nossa Senhora Aparecida (Fest Unserer Lieben Frau von Aparecida, der Schutzpatronin Brasiliens, im Mai), die Festas Juninas. Das größte Fest ist die Festa do Peão Boiadeiro (Fest des Cowboys, in der zweiten Märzwoche), ähnlich den nordamerikanischen Rodeos, wie sie in fast der gesamten nördlichen Region von Paraná stattfinden.

## Wirtschaft
Im Mittelpunkt der landwirtschaftlichen Aktivitäten steht der Anbau von Gartenbauerzeugnissen für den Eigenbedarf und den lokalen Verbrauch. Im Hinblick auf die Vermarktung wird Soja angebaut, gefolgt von Mais und Kaffee, der nach wie vor hauptsächlich von kleinen Landbesitzern erzeugt wird. Der Anbau von Zuckerrohr für industrielle Zwecke nimmt ebenfalls einen großen Teil der Anbauflächen in Anspruch. Die Viehzucht, insbesondere die Milchviehhaltung, ist eine gute Option für diejenigen, die noch auf dem Land leben und ihren Besitz bewirtschaften. So hat Lupionópolis trotz seiner geringen Fläche wesentlichen Anteil an den Molkereien, die schätzungsweise hunderttausend Liter Milch monatlich aus der Region verarbeiten.

## Persönlichkeiten
- Marcos José dos Santos (* 1974), römisch-katholischer Geistlicher, Bischof von Cornélio Procópio